# Saint-Georges-sur-Erve
Saint-Georges-sur-Erve é uma comuna francesa na região administrativa da Pays de la Loire, no departamento de Mayenne. Estende-se por uma área de 20,17 km². Em 2010 a comuna tinha 396 habitantes (densidade: 19,6 hab./km²).